# Federico Spoltore
Federico Spoltore (Lanciano, Chieti, 18 de julio de 1902 - 15 de abril de 1988) Pintor italiano del siglo XX. 
Desde su juventud demostró gran sensibilidad artística, llamó la atención de artistas locales, como Basilio Cascella y Francesco Paolo Michetti. Se trasladó a Roma para estudiar en el Regio Istituto di Belle Arti, donde se diplomó en 1924. También asistió a los cursos de desnudo de la Academia de Francia. Fue profesor de pintura, pero al poco tiempo abandonó esta actividad para dedicarse exclusivamente al ejercicio de la pintura.
Fue un retratista muy apreciado y recibió numerosos encargos públicos. Con ocasión de la visita de Adolf Hitler a Italia, le hizo un retrato doble, junto a Benito Mussolini; retrató también a numerosos miembros de diferentes familias reales (Casa de Saboya, familia real búlgara etc.). Posaron para él figuras como Stalin, Truman, Einstein y el papa Pio XI. Este último retrato, realizado en 1947, fue usado como retrato oficial en el año santo de 1950.
Después de los años cincuenta su interés derivó a la abstracción y el simbolismo, aunque nunca abandonó del todo la pintura figurativa.
- Datos: Q3741909